# Willow (chanson)
Pour les articles homonymes, voir Willow.
Singles de Taylor Swift
betty
(2020) no body, no crime
(2021)
willow (stylisé en minuscules) est une chanson de l'autrice-compositrice-interprète américaine Taylor Swift tirée de son neuvième album studio evermore (2020). Il sort le 11 décembre 2020 sous le label Republic Records en tant que premier single de l'album. willow est une chanson d'amour folk baroque (en) utilisant plusieurs métaphores pour exprimer l'état d'esprit romantique de la chanteuse, comme la description de sa vie comme un saule, sur des guitares picking, un glockenspiel, une flûte, des cordes et des percussions.
Swift écrit les paroles de la chanson après avoir entendu une composition instrumentale du producteur de la chanson Aaron Dessner. Elle compare le motif principal de la chanson au lancement d'un sort d'amour. Un clip vidéo d'accompagnement, réalisé par Swift, est créé le même jour que la sortie de la chanson. La vidéo est une continuation du scénario de sa précédente vidéo pour cardigan (2020), montrant un fil d'or qui guide la chanteuse à travers une saga mystique et la mène à son amant destiné. Il reçoit un large succès critique de la part des critiques musicaux et du public, avec des éloges particuliers pour son lyrisme romantique et son son centré sur la guitare.
willow fait ses débuts au sommet du Billboard Hot 100, devenant sa septième chanson numéro un aux États-Unis, son troisième premier single numéro un et sa deuxième accession au sommet des charts 2020 après cardigan ; simultanément, evermore entre à la première place du Billboard 200, faisant de Swift la première artiste de l'histoire à faire ses débuts au sommet des deux charts la même semaine à deux reprises, après folklore et cardigan. willow est en outre en tête des classements Billboard Hot Alternative Songs, Hot Rock &amp; Alternative Songs, Digital Song Sales et Adult Pop Songs. La chanson atteint également la première place en Australie, au Canada et à Singapour, et le top 10 en Belgique, en Croatie, en Hongrie, en Irlande, en Malaisie, en Nouvelle-Zélande et au Royaume-Uni. Swift interprète willow en direct pour la première fois lors de la 63e cérémonie des Grammy Awards, décrite par Rolling Stone comme l'une des plus grandes performances des Grammy de tous les temps. Le clip de willow remporte trois nominations aux MTV Video Music Awards 2021.

## Contexte et sortie
L'autrice-compositrice-interprète américaine Taylor Swift lance son huitième album studio, folklore, en juillet 2020. Après sa sortie, le coproducteur de l'album, Aaron Dessner, compose avec désinvolture un morceau instrumental Westerly, du nom de l'emplacement de la maison de la chanteuse dans le Rhode Island. Une heure plus tard, Swift écrit willow sur le morceau et lui renvoie la chanson terminée. willow est une sortie surprise en tant que premier single du deuxième album surprise de Swift, evermore, le 11 décembre 2020. La chanson est écrite par Swift et Dessner, qui produisent également le morceau. Dessner programme le morceau et joue de la batterie, des percussions, des claviers, du synthétiseur, du piano et de la guitare électrique, basse et acoustique. L'orchestration est assurée par Bryce Dessner. Greg Calbi et Steve Fallone masterise le morceau au Sterling Sound, Edgewater, New Jersey, tandis que Jonathan Low l'e mixe aux Long Pond Studios à Hudson Valley, New York.
Le 13 décembre 2020, jour du 31e anniversaire de Taylor Swift, une version électronique Dancing Witch de iwillow est sortie, remixée par la productrice suédoise Elvira Anderfjärd (en) suivi d'une version acoustique Lonely Witch le 14 décembre et d'une version Moonlit Witch pilotée par un synthétiseur le 15 décembre,. Une vidéo pour la version Lonely Witch, présentant des images des coulisses du clip willow, et une vidéo pour la version Dancing Witch, présentant les storyboards du clip willow, sont mises en ligne sur la chaîne YouTube de la chanteuse le 15 décembre 2020,. willow (90's Trend remix), un remix électronique de la chanson, sort dans le cadre de l'édition fan de evermore, disponible en téléchargement numérique le 3 juin 2021,. Le remix est ensuite diffusé indépendamment sur les services de téléchargement numérique et de streaming le 14 juin.

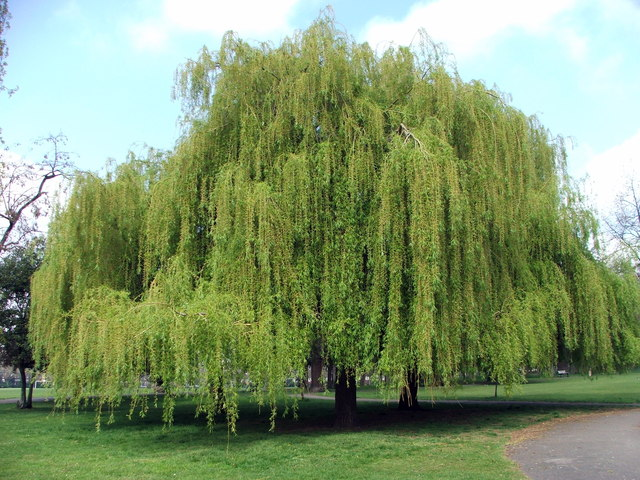
La chanson dépeint la vie comme un saule (photo) et l'amour qui change la vie comme un vent qui plie l'arbre.

willow est une ballade folk baroque (en) avec des styles Americana, une orchestration indie folk, des accents de tropical house et un rythme hip hop rappelant son album de 2017, Reputation. Il est construit autour d'un glockenspiel, de boîtes à rythmes, de violoncelle, de cor d'harmonie, de guitares électriques, de violon, de flûte et d'orchestrations, et se caractérise par son chœur « à bout de souffle » ,.
Le tempo de la chanson est de 84 battements par minute. Il est écrit en mi mineur et la voix de Swift s'étend de E3 à C5. Construit sous forme couplet-refrain, il suit la progression d'accords Em–D–Em–D–Em–D–C. Au niveau des paroles, willow est une chanson d'amour qui voit Swift inviter son âme sœur dans sa vie, en utilisant plusieurs métaphores. Son refrain se compose de paroles telles que Wherever you stray, I follow (Où que tu t'égares, je te suivrais) et I'm begging for you to take my hand (Je te supplie de prendre ma main), qui font référence aux paroles plus anciennes de Swift : nothing safe is worth the drive / And I will follow you, follow you home (la sureté vaut le détour / je te suivrais, suivrais à la maison)dand Treacherous (2012), et you take my hand and drag me head first (tu prends ma main et me traîne tête la première) dans Fearless (2008), respectivement.

## Réception critique
Patrick Ryan de USA Today nomme willow comme une vedette lyrique sur evermore. Dans sa critique de l'album pour le New York Times, Jon Pareles complimente le « picking de la guitare sans cesse entrelacé » de la chanson comme l'un des nombreux épanouissements musicaux d'evermore. La critique de Paste, Ellen Johnson, salue la chanson comme une « ouverture gracieuse » pour l'album, tandis que Bobby Olivier de Spin l'appelle un ver d'oreille adapté aux feux de joie sur la plage. Écrivant pour The Guardian, Alexis Petridis estime que willow peut facilement fonctionner comme un "pop banger" si les synthétiseurs, l'auto-tune et les rythmes programmés remplaçaient son arrangement acoustique « de bon goût ». Chris Willman de Variety écrit que la chanson représente l'état d'esprit de Swift et la considère comme une cousine de invisible string et peace, respectivement les onzième et quinzième morceaux de folklore (2020). Les journalistes d'Insider Courteney Larocca et Callie Ahlgrim louent willow ; Ahlgrim admire le refrain et les paroles de la chanson qui peuvent facilement transmettre des émotions humaines « profondément enchevêtrées », tandis que Larocca pense que la chanson reprenait le trope « pays des rêves » de the lakes (2020), le dernier morceau de folklore. Rolling Stone désigne la chanson comme l'une des meilleures collaborations pop de 2020, faisant l'éloge du partenariat entre Swift et le producteur Dessner.

## Performances commerciales
Entrée directement à la première place du Billboard Hot 100, willow est le septième single de Taylor Swift à réussir cet exploit. Cela fait d'elle la première artiste de l'histoire à faire ses débuts avec un album et un single à la première place simultanément à deux reprises, après folklore et cardigan (2020). willow est le troisième premier single numéro un du Hot 100 de la chanteuse, après Shake It Off (2014) et cardigan. La chanson devient son 29e titre dans le top 10 du Hot 100, surpassant Mariah Carey et Stevie Wonder en tant qu'artiste avec le sixième plus grand nombre d'entrées dans le top 10 de l'histoire du classement, et prolonge son record féminin pour le plus grand nombre d'entrée directe dans le top 10, avec 19. willow collecte environ 30 millions de flux, 12,3 millions d'impressions radio et 59 000 ventes numériques au cours de sa première semaine. La semaine du 2 janvier 2021, il tombe à la trente-huitième place du Hot 100, devenant la plus grosse chute au classement de l'époque. Au cours de sa troisième semaine sur le Hot 100 (datée du 9 janvier 2021), willow remonte de quinze places pour atteindre la vingt-troisième. Le single passe en tout vingt semaines dans le classement.
willow fait également ses débuts au sommet du Billboard Digital Songs, renforçant ainsi son record de morceaux numéros un des charts (21). La chanson est également en tête du classement Billboard Hot Rock &amp; Alternative Songs, suivie des 13 autres morceaux d'evermore , devenant sa deuxième chanson numéro un du classement après cardigan. Dans le classement Billboard Hot Alternative Songs, Taylor Swift truste 16 places simultanément avec willow à la meilleure place, battant les 12 entrées simultanées de Machine Gun Kelly. De plus, la chanson domine les ventes de chansons alternatives en streaming et de chansons numériques alternatives du Billboard. Quatre mois après sa sortie, willow est en tête du palmarès des diffusions Billboard Adult Top 40 daté du 21 avril 2021. Il s'agit du huitième single numéro un de Swift dans le classement et de son premier depuis Delicate (2018), à égalité avec Katy Perry au troisième rang des leaders du classement. Il passe trois semaines dessus.
Au Canada, willow arrive au numéro un du Canadian Hot 100, générant la septième première place de Swift dans le pays. Sur le UK Singles Chart, willow entre à la troisième place avec 35 183 unités au cours de la semaine de sa sortie, le deux premières places étant bloquées par des chansons de Noël. La chanson marque le onzième succès de Swift dans le top cinq du pays. willow, ainsi que d'autres morceaux d'evermore champagne problems (numéro 15) et no body, no crime (numéro 19), portent le total de ses chansons entrée dans le Top 20 à 21. De même, willow atterri à la troisième place du Irish Singles Chart, aux côtés de champagne problems et no body, no crime, respectivement aux numéros six et onze, augmentant le nombre total de chansons de Taylor Swift dans le Top 50 irlandais à 38.
En Australie, Swift réalise un 'Chart Double' en étant en tête des charts d'albums et de singles en même temps. willow entre directement au sommet de l'ARIA Singles Chart, le septième numéro un de la chanson dans le pays et le deuxième en 2020 après cardigan. En Nouvelle-Zélande, willow fait ses débuts à la troisième place du Top 40 des singles, avec les morceaux d'autres morceaux d'evermore : champagne problems (24), no body, no crime (29) et gold rush (34). Au Billboard Global 200 et Global Excl. US, willow culmine respectivement à la deuxième et la cinquième place.

## Clip musical
Un clip vidéo pour willow, réalisé par Taylor Swift, est publié avec la chanson. Il s'agit de la troisième vidéo réalisée par elle, après The Man et cardigan. La vidéo décrit l'expérience du désir ardent de quelqu'un et les rebondissements de la vie tout au long du chemin menant à la recherche de la bonne personne. Le 15 décembre 2020, une vidéo des coulisses et une vidéo « Avant et Après », présentant les séquences vidéo originales côte à côte avec leurs plans de storyboard numérique correspondants, illustrés par Vincent Lucido, sont publiées,

### Synopsis et analyse
Le clip de willow est une continuation du clip de cardigan, reprenant là où le premier s'est arrêté. Swift, trempée par son voyage dans l'océan, est assise, couverte par la lueur chaleureuse de sa cabine rustique. Une corde dorée dans ses mains (faisant référence au morceau de folklore, invisible string) la conduit vers une réalité alternative à l'arrière de son piano magique qui l'aide à traverser le temps et l'espace. Swift a utilisé la couleur or pour représenter son petit ami, Joe Alwyn, tout au long de ses albums Reputation (2017), Lover (2019) et folklore. Le piano s'ouvre sur un terrier de lapin sous les racines d'un saule dans une forêt automnale, de l'autre côté. Swift émerge du saule et se lance dans un voyage mystique guidé par le fil magique. Elle voit son reflet avec un homme (le danseur américano-coréen Taeok Lee) dans une piscine au clair de lune.
La corde la conduit plus tard à une scène de son enfance (une référence à seven), où les versions enfantines de Swift et Lee jouent ensemble avec la corde, suggérant que le couple est destiné à être ensemble. Swift sort de la tente et se retrouve adulte lors d'une fête sous une tente de carnaval, où elle joue avec un luth émettant une brume dorée à l'intérieur d'une boîte en verre (une métaphore de mirrorball ), vêtue d'un une robe Zimmerman de couleur crème et une coiffe de mariée de Jennifer Behr (une référence à Love Story). Pendant que Swift trouve Lee, elle est piégée à l'intérieur de la boîte en verre, que Swift décrit avant la première de la vidéo comme une métaphore de ses sentiments à l'égard de la célébrité. Elle se rend alors compte que la seule issue est de suivre le fil magique à travers le terrier du lapin sous le plancher de la boîte en verre, une scène qui peut représenter Swift atteignant ses moments les plus bas avant de retrouver un chemin doré. Au cours de cette scène, elle regarde directement la caméra, tout en prononçant les paroles I come back stronger than a '90s trend (Je reviens plus fort qu'une tendance des années 1990), un clin d'œil à 1989, qui est son premier album pop.
La scène se déplace vers une forêt hivernale, où Swift émerge cagoulé dans une cape rappelant sa vidéo pour ...Ready for It? (2017). Elle est rejointe par d'autres danseurs cagoulés qui se rassemblent en cercle pour effectuer une cérémonie autour d'un feu de joie qui emet beaucoup de brume dorée et d'orbes magiques. Swift fait référence à la sorcellerie dans des chansons précédentes telles que ...Ready for It?, I Did Something Bad (2017) et mad woman (2020). En dansant, elle retrouve la ficelle dorée et la suit, la ramenant à sa chaumière. Lee enlève son masque et regarde Swift qui part avec désespoir. Swift sort du piano vêtue d'une nouvelle robe, représentant le voyage vers ses racines en tant que personne changée en raison de ses expériences dans le monde extérieur.
Au bout du fil, Swift découvre qu'elle n'est pas seule dans le chalet et que le fil l'a guidée vers son amant, Lee, tandis que les paroles every bait-and-switch was a work of art (chaque prix d'appel était une œuvre d'art). La scène voit la chanteuse apprécier les obstacles de sa vie qui ont conduit à leur relation. Le refrain qu'elle répète tout au long de la chanson — I'm begging for you to take my hand / Wreck my plans, that's my man — se réalise enfin à la fin de la vidéo. Le couple sort, se tenant la main, dans une forêt enveloppée de soleil doré. Ce point culminant fait référence à Daylight, le dernier morceau du septième album de Taylor Swift, Lover, dans lequel elle chante l'abandon de ses capes et la façon dont il faut step into the daylight and let it go (Entrez dans la lumière du jour et se laisser porter)".

### Production
La cinématographie est réalisée par Rodrigo Prieto, qui a également travaillé sur la vidéo de cardifan. Swift ne révèle pas à Prieto ou à l'équipe technique que la vidéo concerne un nouvel album ou une nouvelle chanson, la vidéo est donc tournée sans utiliser la chanson. Le tournage a lieu dans le cadre de mesures strictes de sécurité liées à la pandémie de COVID-19, y compris des protocoles de test, comme conseillé par la Guilde des réalisateurs américains, la Screen Actors Guild et l'International Cinematographers Guild. L'ensemble de l'équipe, y compris Swift et Lee, portent son masque ; ces deux derniers enlèvent leurs masques uniquement pendant les prises de vue. Les danseurs de la scène représentant la sorcellerie portent leurs masques pendant leur représentation, leurs visages ne sont donc pas visibles dans la vidéo. Un système de code couleur est utilisé pour indiquer quel membre de l'équipe peut être proche du décor et des acteurs ; toute personne se trouvant à proximité immédiate d'une scène doit porter un bracelet rouge. Des écrans faciaux sont utilisés chaque fois que Swift ou tout autre membre du casting est approché. La vidéo est tournée sans caméraman, à l'aide d'une caméra distante dirigée par louma.
La phase de préproduction est un processus interactif de va-et-vient entre Swift, Prieto et d'autres techniciens. Swift veut que la vidéo se termine dans la cabine (comme avec cardigan) et que son amant, Lee, soit à l'intérieur à son retour. Après de nouvelles discussions avec Prieto et son équipe, il est décidé que Swift et Lee quittent la cabine à la fin. Swift développe initialement l'idée de la vidéo comme se déroulant la nuit, mais décide ensuite qu'elle se déroulerait pendant la journée. Pour la scène de la sorcellerie, Swift ne veut pas utiliser de véritable feu de joie en raison des incendies de forêt en Californie en 2020. Au lieu de cela, elle conçoit d'utiliser des orbes magiques.
Ethan Tobman, le décorateur, présente à Swift des images de référence et des idées pour les décors, et l'une d'elles est d'avoir des feuilles magenta sur le sol, ce que la chanteuse aime. Tobman suggère également l'idée de la forêt automnale. Il travaille avec son directeur artistique, Simon Morgan, sur Zoom. Pour la scène du feu de joie, Morgan et Prieto, le gaffer Manny Tapia et chef machiniste Donald Reynolds, font d'abord la mise en scène du son puis enregistrent l'espace au centre où se trouvent les orbes. La distance est mesurée par rapport au fond bleu de l'écran, les points des arbres sont enregistrés et l'éclairage est cartographié pour le décor de la scène du carnaval.

## Récompenses et nominations
willow est nommé pour un Nashville Songwriters Award en 2021, dans la catégorie "Dix chansons que j'aurais aimé écrire", tandis que le clip est nommé pour un prix de l'Association of Independent Commercial Producers (AICP) dans la catégorie éditoriale. Aux Meus Prêmios Nick 2021, willow reçoit une nomination pour le prix de la vidéo de l'année. Aux MTV Video Music Awards 2021, la chanson reçoit trois nominations pour le prix de la meilleure vidéo pop, de la meilleure réalisation et de a meilleure direction artistique, tandis que Swift reçoit une nomination pour celui de l'artiste de l'année.

## Performances lives

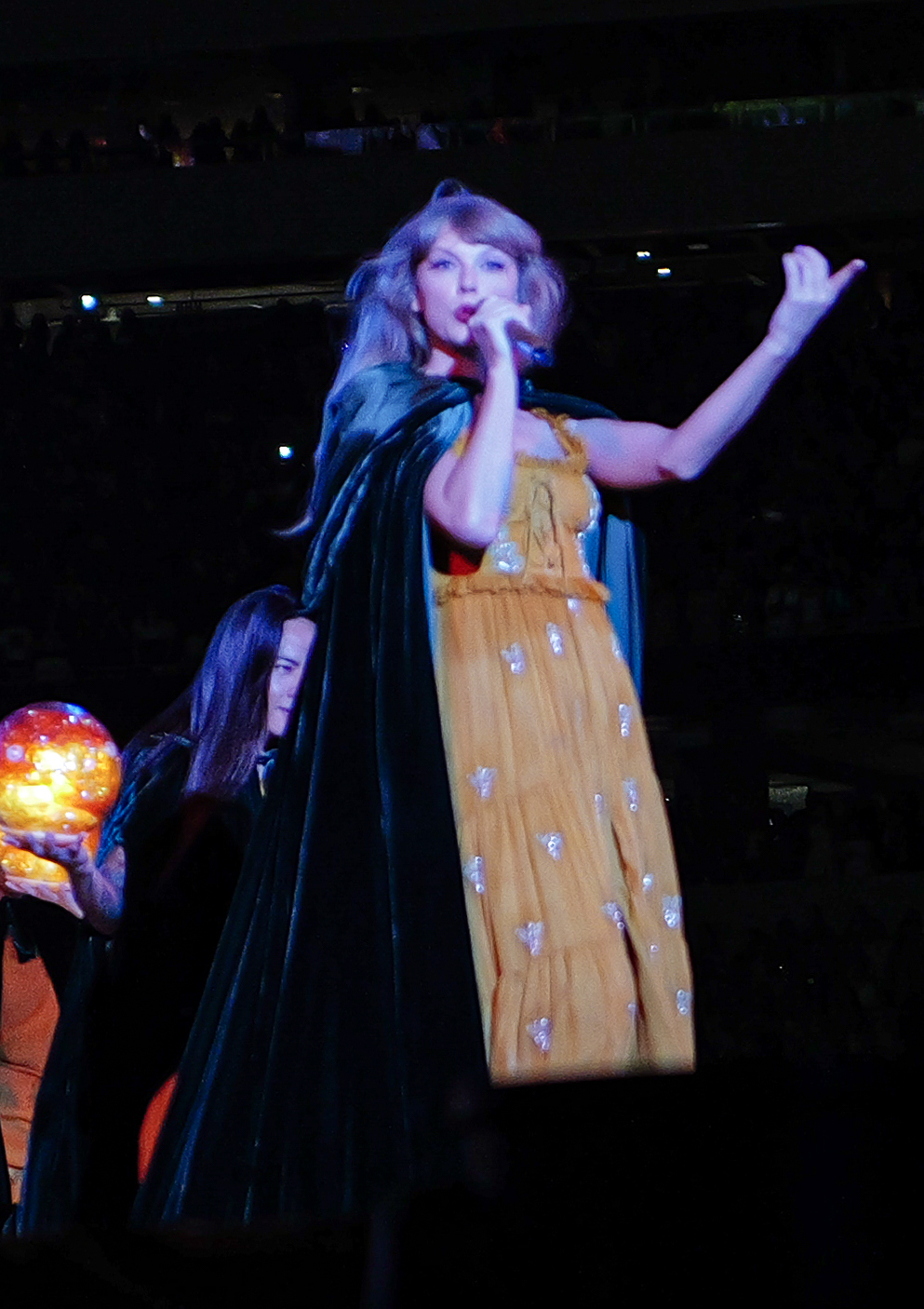
Swift chantant willow pendant la tournée Eras Tour (2023)

Taylor Swift interprète willow pour la première fois lors de la 63e cérémonie annuelle des Grammy Awards dans le cadre d'un medley avec cardigan et august , dans un décor cottagecore « onirique » mettant en vedette une cabane couverte de mousse dans une forêt, accompagné de ses collaborateurs Dessner et Jack Antonoff . La chanteuse remporte ensuite le prix de l'Album de l'année pour folklore lors de la cérémonie,. Le critique de Pitchfork, Cat Zhang, salue la performance comme l'un des meilleurs moments de la cérémonie. Zhang fait l'éloge de la voix de Swift et du spectacle sur le thème de la forêt enchantée de l'ensemble, décrivant son look comme une « princesse fée bienveillante dans un royaume de nains ». The Washington Post classe la performance de Swift comme la sixième meilleure de la soirée et souligne son « esthétique boisée et mystique » qui s'aligne sur celle du folklore, avec « des arbres à l'aspect hanté et des lumières dorées scintillantes en arrière-plan ». L'auteur de Billboard Heran Mamo qui décrit la performance comme « quand Le Seigneur des Anneaux rencontre la fantasy de Twilight », la classe quatrième meilleure de la cérémonie. Le journaliste musical Rob Sheffield classe la performance de Swift comme la première des « 10 raisons pour lesquelles nous avons adoré les Grammys 2021 ». Rolling Stone la classe parmi les cinq plus grandes performances des Grammy de tous les temps.
Swift inclus willow dans la set list de l'Eras Tour (2023).

## Liste des pistes
| Digital download and streaming 1. willow – 3:34 Digital download and streaming (dancing witch version — Elvira remix) 1. willow(dancing witch version) [Elvira remix] – 3:04, Digital download and streaming (lonely witch version) 1. willow(lonely witch version) – 3:34 Digital download and streaming (moonlit witch version) 1. willow(moonlit witch version) – 3:29 Digital download and streaming – willow (the witch collection) – EP 1. willow – 3:34 2. willow (dancing witch version) [Elvira remix] – 3:04 3. willow (lonely witch version) – 3:34 4. willow (moonlit witch version) – 3:28 5. willow (music video) – 4:12 6. willow (lyric video) – 3:40 | Digital download and streaming (dancing witch version — Elvira remix, web store exclusive) 1. willow (dancing witch version) [Elvira remix] 2. willow (instrumental version) Digital download and streaming (lonely witch version, web store exclusive) 1. willow (lonely witch version) 2. willow (songwriting demo) Digital download and streaming (moonlit witch version, web store exclusive) 1. willow (moonlit witch version) 2. "Christmas Tree Farm" (recorded live at the 2019 iHeartRadio Jingle Ball) Digital download and streaming (90's trend remix) 1. willow (90's trend remix) – 3:45 |

## Charts
| Chart (2020–2022)                       | Meilleure position |
| --------------------------------------- | ------------------ |
| Australie (ARIA)                        | 1                  |
| Australie Country Hot 50 (TMN)          | 48                 |
| Autriche (Ö3 Austria Top 40)            | 30                 |
| Belgique (Flandre Ultratop 50 Singles)  | 40                 |
| Belgique (Wallonie Ultratop 50 Singles) | 1                  |
| Canada (Hot 100)                        | 1                  |
| Canada (Adult Contemporary)             | 9                  |
| Canada (CHR/Top 40)                     | 27                 |
| Canada (Hot AC)                         | 7                  |
| Croatie (HRT)                           | 4                  |
| Croatia Songs (Billboard)               | 9                  |
| Tchéquie (IFPI Rádio)                   | 54                 |
| France (SNEP)                           | 111                |
| Allemagne (Media Control AG)            | 46                 |
| Hongrie (Rádiós Top 40)                 | 9                  |
| Islande (Plötutíðindi)                  | 37                 |
| Italie (FIMI)                           | 70                 |
| Liban (OLT20)                           | 16                 |
| Lituanie (AGATA)                        | 25                 |
| Malaisie (RIM)                          | 2                  |
| Pays-Bas (Nederlandse Top 40)           | 30                 |
| Pays-Bas (Single Top 100)               | 49                 |
| Nouvelle-Zélande (Recorded Music NZ)    | 3                  |
| Portugal (AFP)                          | 20                 |
| Singapour (RIAS)                        | 1                  |
| Slovaquie (Singles Digitál Top 100)     | 50                 |
| Suède (Sverigetopplistan)               | 67                 |
| Suisse (Schweizer Hitparade)            | 21                 |
| Royaume-Uni (UK Singles Chart)          | 3                  |
| États-Unis (Hot 100)                    | 1                  |
| États-Unis (Adult Contemporary)         | 6                  |
| États-Unis (Adult Pop Songs)            | 1                  |
| États-Unis (Pop Airplay)                | 17                 |

| Chart (2021)                                | Position |
| ------------------------------------------- | -------- |
| Australie (ARIA)                            | 68       |
| Canada (Canadian Hot 100)                   | 47       |
| Global 200 (Billboard)                      | 101      |
| US Billboard Hot 100                        | 55       |
| US Adult Contemporary (Billboard)           | 6        |
| US Adult Top 40 (Billboard)                 | 6        |
| US Hot Rock & Alternative Songs (Billboard) | 6        |

## Certifications
| Région                                                                                                 | Certification | Ventes/Streams |
| --- | ------------- | -------------- |
| Australie (ARIA)                                                                                       | Platine       | 70 000^        |
| Canada (Music Canada)                                                                                  | Platine       | 80 000‡^       |
| Danemark (IFPI)                                                                                        | Or            | 45 000‡^       |
| Italie (FIMI)                                                                                          | Or            | 50 000‡        |
| Norvège (IFPI)                                                                                         | Or            | 30 000‡*       |
| Pologne (ZPAV)                                                                                         | Or            | 25 000‡*       |
| Royaume-Uni (BPI)                                                                                      | Platine       | 600 000‡       |
| États-Unis (RIAA)                                                                                      | Platine       | 1 000 000‡^    |
| *Ventes selon la certification ^Mise en rayon selon la certification xNon précisé par la certification |               |                |

## Historique des versions
| Région     | Date             | Format(s)                    | Version          | Étiquette | Ref.    |
| ---------- | ---------------- | ---------------------------- | ---------------- | --------- | ------- |
| Divers     | 11 décembre 2020 |                              | Original         | Republic  | [ 58 ]  |
| Divers     | 13 décembre 2020 | Dancing Witch                | ,                | Republic  |         |
| États-Unis | 14 décembre 2020 | Adult contemporary           | Original         | Republic  | [ 115 ] |
| États-Unis | 15 décembre 2020 | Radio à succès contemporaine | Original         | Republic  | [ 116 ] |
| Divers     | 15 décembre 2020 |                              | Lonely Witch     | Republic  | [ 61 ]  |
| Divers     | 16 décembre 2020 | Moonlit Witch                | [ 62 ]           | Republic  |         |
| Italie     | 18 décembre 2020 | Diffusion radio              | Original         | Universal | [ 117 ] |
| Divers     | 14 juin 2021     |                              | 90's trend remix | Republic  | [ 10 ]  |

## Voir également